# Shadows of Knight
The Shadows of Knight ist eine US-amerikanische Bluesband aus Chicago, deren Mitglieder eine Mischung aus britischem Blues und dem Blues ihrer Heimatstadt spielen.

## Geschichte
Die Band wurde 1964 als The Shadows gegründet, als sie aber vom Bestehen der gleichnamigen britischen Gruppe erfuhren, änderten sie ihren Namen in Shadows of Knight, was einen englischen Klang hat, was in einer Zeit, da alle den englischen Bands nacheiferten, nicht ungünstig war. Nach einiger Zeit des Übens wurden sie die Hausband des Clubs The Cellar in Arlington Heights, Illinois, wo sie sechs Monate Samstag und Sonntag über 500 Teenagers unterhielten. Dort entdeckten sie Bill Traut und George Badonsky für Dunwich Records, einem Sublabel von Atlantic Records.
Im Dezember 1965 erschien ihr erfolgreichstes Stück Gloria. Das Original von Van Morrisons Them wurde von einigen amerikanischen Radiosendern boykottiert. The Shadows of Knight hatten die Zeile „she comes in my room, then she make me feel alright“ (sie kommt in mein Zimmer, dann macht sie mich glücklich) ersetzt durch „she called out my name, that made me feel alright“ (sie rief meinen Namen, was mich glücklich machte). Die kürzere, radio-taugliche Version erreichte Spitzenplätze bei lokalen Radiosendern und Platz 10 in den Single Charts, mehr als 1. Million Singles wurden verkauft.
1966 nahmen sie ihr erstes Album auf, aber die Originalbesetzung löste sich schnell auf und Ende der 1960er-Jahre verblasste ihr Ruhm. Dunwich Records gab die Band auf und verkaufte die Mastertapes für  einen Dollar. Der Sänger Jim Sohns leitete dann immer wieder verschiedene Neuauflagen der Band.  1983 musste er wegen Drogendelikten drei Jahre ins Gefängnis. Nach seiner Entlassung und der Neuauflage ihrer Platten durch verschiedene Labels stieg ihr Bekanntheitsgrad wieder, und nach Tourneen mit Cheap Trick  und The Romantics kamen auch zwei neue Alben heraus.

## Diskografie

### Alben
| Jahr | Titel  | Höchstplatzierung, Gesamtwochen, AuszeichnungChartsChartplatzierungen (Jahr, Titel, Platzierungen, Wochen, Auszeichnungen, Anmerkungen) | Anmerkungen |
| Jahr | Titel  | US | Anmerkungen |
| ---- | ------ | --- | ----------- |
| 1966 | Gloria | US46 (18 Wo.)US |             |

Weitere Alben
- 1967: Back Door Men (Sundazed)
- 1969: Shadows of Knight (Super K)
- 2000: Rawn Alive at the Cellar (Sundazed)
- 2007: A Knight to Remember (Bassic-Lee)
- 2008: Rock ’N’ Roll Survivors (Collectables Records)
- 2009: Shake Rev Ola Records

### Singles
| Jahr | Titel Album                    | Höchstplatzierung, Gesamtwochen, AuszeichnungChartsChartplatzierungen (Jahr, Titel, Album, Platzierungen, Wochen, Auszeichnungen, Anmerkungen) | Anmerkungen |
| Jahr | Titel Album                    | US | Anmerkungen |
| ---- | ------------------------------ | --- | ----------- |
| 1966 | Gloria                         | US10 (12 Wo.)US |             |
| 1966 | Oh Yeah Gloria                 | US39 (6 Wo.)US |             |
| 1966 | Bad Little Woman Back Door Men | US91 (2 Wo.)US |             |
| 1966 | I’m Gonna Make You Mine        | US90 (1 Wo.)US |             |
| 1968 | Shake                          | US46 (8 Wo.)US |             |

Weitere Singles
- 1966: Willie Jean
- 1967: Someone Like Me
- 1969: My Fire Department Needs a Fireman
- 1969: Run Run Billy Porter
- 1970: I Am the Hunter
- 1996: I Got My Mojo Working

## Zitate
- "The Stones, Animals and Yardbirds took the Chicago Blues and gave it an English interpretation. We've taken the English version of the Blues and re-added a Chicago touch." (Die Stones, Animals und Yardbirds nahmen den Chicago Blues und deuteten ihn auf englische Art. Wir haben die englische Version des Blues genommen und ihr den Hauch Chikagos zurückgegeben.)[5]